# 山东省革命委员会
山东省革命委员会是文化大革命期间中国山东省的最高行政单位。该革命委员会成立于1967年3月，以取代当时的山东省人民委员会和中共山东省委。随着文化大革命的结束，1979年12月山东省第五届人民代表大会第二次会议上，宣布成立山东省人民政府，撤销山东省革命委员会。

## 背景
1967年1月，张春桥、姚文元等人指挥“上海工总司”，在上海发动一月风暴以夺取中共上海市委和上海市人民政府的权力，并以“上海人民公社”取代。此事在中国各地产生深刻影响。其中，青岛市的造反组织在王效禹的领导下控制了青岛市的党和政府机构；济南市的造反组织也相继形成，并开始着手夺权山东省班子的权力。

### 青岛夺权

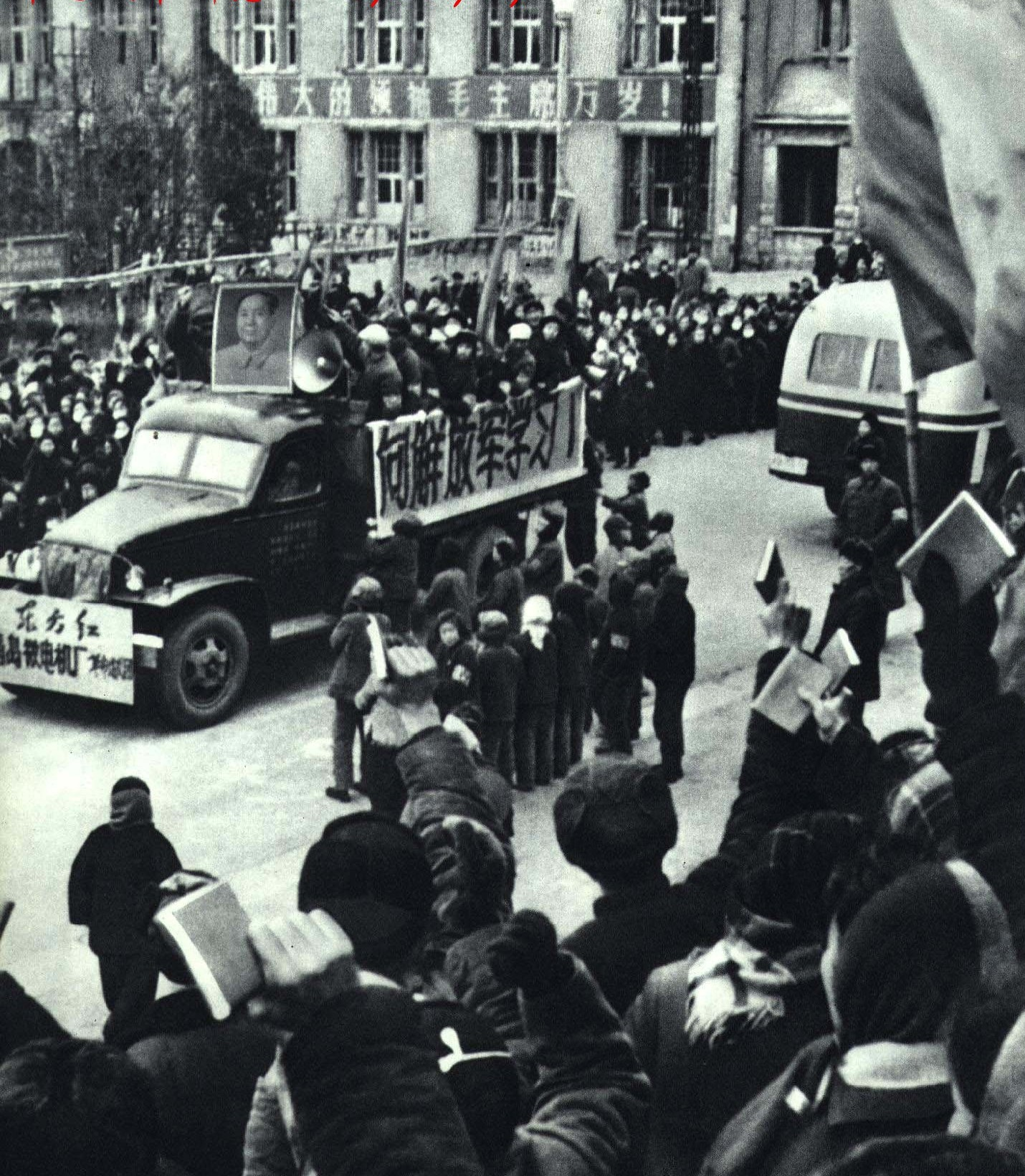
1967年青岛革命造反派运动

1月6日，青岛市副市长王效禹等向青岛市散发《致青岛市各革命造反组织、革命同志的一封信》，鼓动造反派成立联合机构，接管中共青岛市委。同时，他撰写《给全市革命造反派同志的一封信》，呼吁造反派联合起来造反夺权。
1月11日，青岛日报社首先被“青岛市革命职工造反联络总部”等8个造反组织夺权。造反组织将《青岛日报》改名为《红电讯》，只允许刊载《人民日报》、《红旗》杂志、《解放军报》的社论、文章和新华社电讯稿。同日，青岛人民广播电台被“青岛大中学校红卫兵联络总部”等13个造反组织控制。
1月19日，中央文革小组顾问康生在北京接见青岛赴京代表团，并表示支持王效禹在青岛实施夺权。1月22日，王效禹集合青岛市23个造反组织成立“青岛市革命造反委员会”，并在汇泉广场的万人集会上宣读了《告青岛人民书》和《给毛主席的致敬电》。1月30日，《人民日报》发表社论《关键在于大联合》，肯定和支持青岛造反派夺权。

### 济南的造反派
“文革”进行到1966年底和1967年初，济南的造反组织开始聚集为两大派：
| 济南主要的造反组织           | 济南主要的造反组织 | 济南主要的造反组织         | 济南主要的造反组织 |
| 名称                         | 简称               | 名称                       | 简称               |
| ---------------------------- | ------------------ | -------------------------- | ------------------ |
| 山东大学毛泽东主义红卫兵     | 山大主义兵         | 山东师范学院文革串联红卫兵 | 山师串联兵         |
| 山东省红卫兵革命造反联络总站 | 山红联             | 红卫兵山东指挥部           | 红山指             |
| 山东省工人革命造反联合会     | 山工联             | 山东革命工人造反总指挥部   | 山工指             |
| 红卫兵文艺界革命造反野战兵团 |                    | 山东文艺革命造反司令部     |                    |

因为山东大学是部属高校，又享誉国内外，所以影响力较强，不仅影响遍及全省，而且得到了中央文革小组的重视；其扶持的“山工联”，是由大中型工矿企业的造反组织构成，以产业工人大军而自居。另一派中，因为山东师范学院是1950年建立的省属大学，所以影响主要在济南市；其扶持的“山工指”，是由中小工矿企业甚至街道办企业的造反组织构成。

## 前期活动
由于立场的不同，各个造反派逐渐分裂，并形成了两个派别。随后，王效禹带领的青岛代表团和济南驻军也相继做出了自己的选择，并奠定了夺权前的形势。

### 造反派分裂
1967年初，当上海造反派夺取党政大权、掀起“一月革命”风暴时，上述两大派造反组织尚未形成对立。1月10日，山东大众日报社的造反派夺取了报社大权，并以“《大众日报》全体革命职工”的名义给毛泽东发了致敬电。在《大众日报》被夺权的过程中，两大派造反组织都表示支持。
1月13日，由“山大主义兵”牵头，山东全省163个造反组织在济南联合举行“向资产阶级反动路线展开全面总攻击大会”，并向毛泽东发去致敬电。15日，“山师串联兵”也联合了近12万人的造反派，在山东省体育场举行“彻底粉碎资产阶级反动路线新反扑大会”，亦向毛泽东发去致敬电。两场大会虽然都没有直接提出夺权，但是都进行了夺权的预演；同时，大会也表明了两大派都要以自己为核心，对上争取北京的支持，对下纠集更大的势力。自此，造反派分裂为两股势力。
在中央的推动下，1月24日上午，两大派造反组织举行会议以商讨联合夺权问题，结果没有达成协议。当天，“山工指”、“山师串联兵”一派便决定以自己一派为主夺权，并得到了《大众日报》造反派通过社论表示的支持。当天下午，在“山工指”和“山师串联兵”的组织以及济南市9个造反组织的支持下，“济南市无产阶级革命造反派大联合革命委员会”（即济南市革委会）在济南职工剧院召开全市有线广播大会，宣布夺取中共济南市委、济南市人委的权力，同时发布《第一号通令》。在夺权的过程中，两大造反派在山东省和济南市的班子及所属机关单位展开了激烈的的争夺。晚上，在“山工指”、“山师串联兵”夺权后，“山工指”出动了1万人袭击了“山工联”总部，砸毁了办公机关，绑架了主要负责人等。
为加快夺权的步伐，“山工指”、“山师串联兵”纠集部分造反组织，很快成立了大联合委员会筹备委员会（简称“大联委筹委会”）。另一边，“山工总”、“红山指”、“山东省贫下中农革命造反联络总站”、“山东省省级机关革命造反联络总部”等17个造反组织也没有停下脚步，于翌日联合在《大众日报》发表《告全省人民书》，号召造反派联合起来，开展全面夺权。

### 王效禹的到来
以青岛市副市长王效禹为首的造反派在夺取了青岛市班子的权力后，又组成“青岛市革命造反委员会夺山东省委、省人委大权赴济南代表团”，并在1月28日到达济南。1月29日，“大联委筹委会”在得知来自青岛的代表团要赴省夺权后，立即致电表示欢迎，要求他们“带着夺权斗争的丰富经验前来参加夺权的筹备工作，共同并肩作战”；相反，以山大主义兵为首的造反组织却对前来的王效禹表现出了冷漠和反感。
王效禹在青岛造反时得到了“山大主义兵”的大力支持，而他所率领的赴济代表团中，约有1/3的人是“山大主义兵”的成员。他原来打算依靠“山大主义兵”一派夺权，并准备驻在山东大学或《大众日报》社，在评估济南两大派的斗争和部队的倾向后，决定与“山师串联兵”、“山工指”一派结成同盟。1月30日，王效禹的代表团发出《最紧急呼吁》，号召“全山东无产阶级革命造反派联合起来，把以谭启龙为首的省委、省人委的权夺过来！”

### 军队介入
1月13日，中共中央、国务院颁布了《公安六条》；23日，中共中央、国务院、中央军委、中央文革小组作出了《关于人民解放军坚决支持革命左派群众的决定》，其中传达了“凡有真正革命派要找军队支持、援助，都应当满足他们的要求……”的指示。基于此，驻济南解放军部队于28日举行了全力支持无产阶级革命派夺权誓师大会，并在给毛泽东的致敬电中表示：
对于两个阶级、两条路线、两条道路的生死大搏斗，绝不能中立，绝不能折中，绝不能调和，绝不能和稀泥，绝不能不介入。对于无产阶级文化大革命，我们就是要介入！介入！！介入！！！对于无产阶级革命派的夺权斗争，我们硬是要支持！支持！！支持！！！——驻济南解放军部队
在致敬电中，济南军区和山东省军区明确表示将全力介入地方夺权斗争。自此第三股势力登场。
1月31日，“山工联”和“山大主义兵”一派围堵山东省公安厅，并与“山工指”和公安厅革命造反总部一派发生冲突。冲突中，济南驻军站在了“山师串联兵”和“山工指”一边，在当天晚上包围了现场，又于翌日发出通告，宣布冲击省公安厅是“极为严重的反革命事件”，并当场逮捕了200多人。紧接着，“山师串联兵”一派造反组织与解放军一起捣毁了“山工联”和“山红联”济南各下属组织。“一三一”事件使“山师串联兵”、“山工指”这一派造反组织与解放军站在了一条战线上，共同反对“山大主义兵”、“山工联”另一派造反组织。力量对此，形成了巨大的反差。

## 成立过程
在2月1日“山师串联兵”、“山工指”召开的声讨“山工联”总部反革命分子罪行大会上，青岛赴济代表团的代表声明“坚决支持济南驻军镇压反革命”。至此，“山师串联兵”、“山工指”一派与济南驻军和王效禹代表团三股势力合为一股强大的力量，准备夺权；而“山大主义兵”、“山工联”一派造反组织在骤然而至的打压之下，开始分崩离析。“山大主义兵”一派在革委会成立后曾试图反击，却由于力量对比悬殊而失败。在接受了中央接见后，山东省革委会最终受到了中央的承认。

### 宣告成立
2月1日，王效禹同“山工指”的负责人韩金海、既是“山师串联兵”又是“红山指”的负责人王竹泉、省公安厅革命造反总部的负责人花光隆紧急策划夺权。王效禹要求抓住“山大主义兵”、“山工联”一派成为惊弓之鸟、一时无法聚集力量之机，仿效青岛夺权，一举夺取山东省委、省人委的权力。
2月2日，王效禹等在山东省济南市集合25个造反组织、2000多名代表，在济南八一礼堂举行誓师大会，成立“山东省无产阶级革命造反派大联合革命委员会”（简称“省大联委”）。同时，《大众日报》还专门发表社论以打压“山大主义兵”、“山工总”一派。2月3日，“省大联委”召开近十万人的大会，夺取了中共山东省委、山东省人民委员会的党、政、财、文大权（史称“二·三夺权”，故山东省革委会又称“二·三”政权）。大会通过了《给毛主席的致敬电》、《告全省人民书》和大联合革命委员会《第一号通令》；山东省军区司令员童国贵、王效禹在会上讲话，同时向“山大主义兵”和“山工联”发出了警告。

### “二月黑风”
一度失势的“山大主义兵”和“山工联”很快开始反击。他们集会、游行，甚至假造了《北京来电》和“政治谋杀案”，图谋用上压下反的方法聚集力量，进行“反夺权”，这被称为“二月黑风”（与中央的二月逆流相呼应）。不同的是，他们此时面对的不只是一派造反组织，还有造反新生的政权、支持的军队，以及中央的支持。
夺权后的第二天，王效禹按照青岛夺权的手法，给中央文革小组成员关锋发去了加紧电报，称“可能出现一场反夺权的大反扑”；后来他又在6日写信给王力、关锋，交由王竹泉送往北京，以争取支持。王效禹同时发表声明，谴责“山大主义兵”、“山工联”，号召“彻底粉碎阶级敌人的疯狂反扑”。
同时，整个2月上旬，“省大联委”和军队展开了大规模的反“反夺权”行动。2月4日，济南部队领导机关暨全体指战员发表声明支持“二三”夺权，赞扬青岛革委会挥师来济、夺权有功，并谴责“山工联”；翌日，解放军指战员和10万造反派在济南举行大规模集会游行，表示“打垮阶级敌人新反扑，誓死捍卫红色新政权”。16日，“省大联委”以反动组织的罪名通令取缔了8个造反组织；三天后，济南卫戍区发布了《第二号通告》，声称要严厉惩处“山工联”；随后，军队和公安机关拘捕了“山大主义兵”和“山工联”的部分负责人。
上述行动都得到了中央的支持。王效禹在一次讲话中说，中央文革小组为了保住“二三”夺权，电话指使捉捕“山大主义兵”和“山工联”的负责人；后来他又表示“……毛主席有指示，表示了态度，给我们很大的支持。”
在多个势力接二连三的打击下，“山大主义兵”、“山工联”一派便日渐式微。

### “三结合”
毛泽东知道只有造反派和军队是不可能有效执政的，就关注干部问题，并提出了“三结合”的政权模式：由造反群众组织的负责人、当地驻军的代表和干部组成新的政权。在1月31日，王力就电告王效禹要“正确对待干部”。于是，“省大联委”开始有选择地吸收支持夺权的领导干部进入“二三”政权。在“二三”夺权后不到一个月的时间里，仅省级机关处以上干部就有近300人站出来支持夺权。

### 中央接见
2月18日至22日，中华人民共和国国务院总理周恩来和中央文化革命小组接见了赴京汇报的“大联委”代表团。
2月18日晚，中央文革小组成员陈伯达、康生、江青、王力、关锋、戚本禹等人，在人民大会堂接见了山东赴京人员，听取了夺权情况的汇报。
20日下午，中央文革小组顾问康生接见了“红山指”代表，要求他们“主要关心学校的问题”，并指示“……你们要考虑怎样去团结、教育、帮助大多数（尤其是山东大学的）同学”。
2月22日1时，周恩来和中央文革小组接见代表团，中央文革小组组长陈伯达代表周恩来和文革小组讲话，周最后做总结发言，并表示，现在宣布各省夺权斗争胜利的消息都由毛主席审定，今天不可能多谈。至此，王效禹一派的“二三”政权依然未获得承认。

### 开始运作
2月23日，“大联委”改名为山东省革命委员会，并推举委员60余人、常委19人。
同一天，周恩来召集了各大军区负责人谈话会，并要求组织各级生产办公室，领导春耕生产；济南军区司令员杨得志出席了会议。
2月25日至3月1日，山东省革委会和山东省军区联合召开了全省三级干部会议，参加会议的有军队干部、造反派组织代表、干部代表，各占35%、27%、38%。杨得志到会并讲话，王效禹最后作会议总结。会议批判了山东夺权中的“反夺权”观点，意在打压“山大主义兵”和“山工联”。
3月1日，山东省革委会及其所属各机构启用印章，正式工作。3月2日，《人民日报》报道了山东夺权和成立革委会的消息，并发表社论《革命的“三结合”是夺权斗争胜利的保证》；山东省革委会终于得到了中央的承认。同日，山东省济南市近30万人举行集会和游行，庆祝山东省革委会成立。

### 后续行动
“二三”夺权前后，中央文革小组指示济南军区，要支持王效禹、省革委会、三大“左”派组织、革命的“三结合”，时称“四个支持”。出于对中央的信念和命令的服从，军队对王效禹给予了应有的尊重和支持。济南军区开始派出部队执行“三支两军”任务；山东省军区也立即指示各个地区、县的驻军和军分区、武装部参加夺权斗争。军队等武装力量参加、甚至主导夺权，使全省的夺权进展迅速，从2月3日至2月25日的22天中，全省13个专区和市中，已有7个夺了权；全省112个县和市中，已有62个夺了权，均超过一半。从2月到3月，全省有近10万个单位进行了夺权。3月22日，省革委、省军区联合发布通告，要求全省民兵作为军队方面的代表，积极参加公社以下“三结合”的夺权。仅军队就派出了十几万人支持左派夺权。

## 影响
山东的“二三”夺权，呈现出几个显著的特点：
1. 第一次军队强势介入、支持夺权；
2. 第一次出现一派造反组织同军队携手镇压了另一派造反组织进行夺权。
3. 镇压与被镇压、夺权与“反夺权”的双方，都以污蔑之词欲置对方于死地。
4. 众多的山东省领导干部快速地表示支持夺权，对夺权的胜利起到了重大作用。
5. 以一个省辖市的副市长、曾被打成右派分子、从体制内造反出来的王效禹担任山东这个大省的一把手，在“文革”中，既是空前的，也是绝后的。

### 存在的问题
大多数参加夺权、掌权的群众组织是具有保守和中间色彩的。一方面，以王效禹、韩金海、王竹泉为代表的“山师串联兵”一派造反组织在全省影响力小，而影响力较大、势力雄厚的“山大主义兵”一派又被镇压下去；另一方面，军队代表、民兵代表和支持的领导干部大多数倾向并支持党团员多、出身成分好、行为稳健的、具有保守和中间色彩的群众组织，而不是党团员少、出身成分复杂、行为暴烈、造反较早的群众组织。于是，掌权的成员依旧采用“文革”前的方式执政，尤其在省会济南市。同时，一些掌权的成员借造反派整风的机会，指责造反派的行动，甚至逮捕了部分人，或者借大联合的名义，把一些造反组织整垮。还有的领导干部否认自己是走资派，甚至要求平反。夺权之后的种种问题使省革委会和造反派出现分歧，并动摇省革委会的权威，并在其他地区的革委会中也渐渐出现。

## 成立后的动荡

### 反复辟逆流
1967年2月，中央文革小组煽动起了反击“二月逆流”，林彪也提出了揪军内走资派。同时，王效禹一派为巩固自己的权利，自3月中旬便开始酝酿反击。4月2日，山东省革委会第三次全委会通过了当前全省“文革”的形势和任务的决议——《放手发动群众，彻底粉碎阶级敌人的反革命复辟阴谋》，标志王效禹一派开始发动“反复辟逆流”。接着，一场遍及济南市和山东全省的反复辟逆流迅速展开了。大批被结合了的领导干部又一次遭批斗。在反复辟逆流中，发生了影响全省的两大事件：从4月14日到23日，“红山指”组织两三千人围攻济南针钉厂，导致针钉厂革委会被摧垮，之前参加夺权的一派受到了打压；4月15日到4月28日，王效禹指示一些造反派冲进市公安局，并下令解散市公安局革委会，由花光隆负责组织班子，重新成立了符合他们心意的革委会。

### 民意反弹
随着反复辟逆流的进行，以王效禹为代表的省革委会、造反派同军队及其支持的革委会、群众组织之间的矛盾由公开而激化了。同时，军队内部也出现了分歧，尤其是针对王激进观点的不满。
4月22日，全省一些受到冲击的革委会和群众组织（被称为“黑字兵”，因为所戴袖章上的“红卫兵”三个字是黑色的）在济南组织了10万人的集会，一方面宣称拥护省革委会、拥护解放军，一方面表示要抵制省革委会以反复辟逆流的名义，打击部分革委会和群众组织。会后举行了声势浩大的示威游行。这部分群众组织被称为“四二二”派。
4月28日，省革委会组织20万人集会，指责“四二二”派反对省革委会，表示要坚决反复辟逆流。刚刚从北京赶回济南的王效禹到会传达了中央支持山东反复辟逆流的态度，并以中央的名义认定“山工指”、“红山指”、红卫兵山东文艺革命造反司令部为三大“左”派组织；相反，他表达了中央对“黑字兵”和济南市公安局的态度，打击了“四二二”派组织。
为了解决省革委会、三大“左”派组织同军队及其支持的革委会、群众组织日益激化的矛盾，毛泽东直接派张春桥、姚文元到济南。张、姚于4月30日到达济南后，传达了毛泽东的指示，并一方面做军队的工作，一方面做两派群众组织的工作。然而张的言论却使军队出现了分歧，也让局势变得复杂。

### 矛盾激化
4月28日大会之后，矛盾非但没有降温、解决，反而更为激化了。在5月4日晚上，“四二二”派织冲击了《大众日报》社，要求撤回社论。《大众日报》社革命造反联络部指责上述行动是“一伙法西斯暴徒袭击《大众日报》社的反革命事件”，并纠集部分红卫兵组织进行反击。双方在冲击和反击中发生了一些冲突。6日，“四二二”派1万多人在八一广场集会，要求改组省革委会，并伪传“杨得志接管山东一切大权”。会后，“四二二”派调集6000余人去增援占据省革委会大院的人员，以进一步展示力量，给张、姚施加更大的压力。然而，由于省革委会在当时受到了中央、部分造反组织和解放军的支持，他们在7日被“山工指”、“红山指”围攻、甚至武斗，最终将其驱赶出省革委会大院。不久，“四二二”派有5人被捕、22人被拘留、200人被关押。8日，省革委会作战部召开了8万多人的大会，声讨“四二二”派。在此之后，德州、聊城、惠民、菏泽、临沂、济宁等地也都进行“反逆流”斗争，致使武斗不止。
自此，济南市“四二二”派群众组织、以其为主建立的革委会和全省的关联组织几乎全部垮台。以王效禹为代表的省革委会和三大“左”派组织认为，“五七”事件标志着反复辟逆流取得了决定性胜利，使其一派权力得到了巩固。

## 恢复稳定后
全省反复辟逆流的激烈冲突在经过整整的春夏两季后，逐步和缓下来，但斗争并未止息。
7月24日-8月3日  省革委召开全省工业交通工作会议，部署下半年工作。会议间发出《关于加强各级生产指挥系统的联合通知》，强调“生产机构瘫痪了的，由当地驻军或武装部门拿总，组织临时生产指挥部，迅速把生产抓起来”，规定“一切群众组织和人员，都不要冲击生产指挥机构”。此后，被“反逆流”搞乱了的生产系统逐渐恢复。
1971年4月第三届中共山东省委成立后，省革委会实际上成为省级行政领导机关。
1976年10月，文化大革命结束。1977年12月9日至14日，山东省第五届人民代表大会第一次会议在济南召开；会议选举新的一届山东省革命委员会成员，并根据当时的宪法确认山东省革命委员会为山东省的行政机关和省人大执行机关，还保持了省革委会的全套机关。

## 撤销
随着文化大革命的结束，1979年12月山东省第五届人民代表大会第二次会议上，宣布成立山东省人民政府，撤销山东省革命委员会。

## 组织
省革委会初期为党、政合一的机关，代行原省委、省人委的工作职能，领导全省政治、经济、文化等工作。在机构设置上，初期下设办公室、组织部、宣传部、作战部、军事部、保卫部、后勤部。1968年2月，解放军山东驻军在省公安厅、高级人民法院和人民检察院统一成立了军管会，控制了山东省的司法机关。3月4日，省革委决定成立省革委生产指挥部领导小组。3月5日，省革委文化革命小组成立，下设办公室、组织部、宣传部、保卫部、联络部、红卫兵接待站及省直机关文化革命小组等，专管文化革命和思想政治工作。7月，省革委作战部取消，成立省革委文化革命办公室。1968年3月至5月，省革委文化革命小组的联络部、红卫兵接待站、组织部、宣传部、保卫部先后撤销。1969年3月24日，省革委会下发通知，将省革委政法组改称省革委保卫组。6月20日，改组成立省公安机关军事管制委员会，接管省革委保卫组的工作，保卫组撤销。1969年6月23日，中共山东省革委会核心领导小组成立，接管省革委文化革命小组的工作，文化革命小组撤销（1971年4月成立中共山东省委时，省革命委员会核心领导小组撤销）。
1971年4月中共山东省委成立后，省革委办公室同时又是省委办公室。1977年1月，省革委生产指挥部撤销，省革委办公室与省委办公室开始分设，以原省革委生产指挥部办公室为基础，建立省革委第二办公室，对外使用省革委办公室的名义（直到1979年12月撤销省革委）。先后任省革委办公室主任的有庄中一、刘长茂、张子石、许森、于克颖。1974年1月，中共山东省委撤销省革委政治部，设立省委组织部、宣传部、统战部。同年2月，省革委设立人事局、教育局、文化局。1977年1月，中共山东省委撤销省革委生产指挥部。

## 主要成员
| 职位   | 姓名 | 任命时间              | 备注                                              |
| ------ | --- | --------------------- | ------------------------------------------------- |
| 主任   | 王效禹                                                                                                   | 1967年5月             | 1971年3月30日撤职                                 |
| 主任   | 杨得志                                                                                                   | 1971年3月             | 1955年3月—1973年12月间 任济南军区司令员           |
| 主任   | 白如冰                                                                                                   | 1974年11月 1977年12月 | 长期在山东省班子内工作，1963-1967年间任山东省省长 |
| 副主任 | 杨得志、赵修德1、韩金海、王竹泉                                                                          | 1967年5月             | 1:1965年9月—1975年6月间任济南军区副政治委员       |
| 副主任 | 袁升平、李水清2、李耀文、穆林、张富贵                                                                    | 1969年6月             | 2:1969年12月—1975年8月间任济南军区副司令员        |
| 副主任 | 白如冰、苏毅然、张铚秀2、曹普南                                                                          | 1970年间              | 2:1969年12月—1975年8月间任济南军区副司令员        |
| 副主任 | 秦和珍、厉日耐、李振、高启云、李子超、姚士昌、宋一民                                                     | 1977年1月             |                                                   |
| 副主任 | 刘秉琳                                                                                                   | 1977年4月             |                                                   |
| 副主任 | 武开章                                                                                                   | 1977年8月             |                                                   |
| 副主任 | 苏毅然、秦和珍、厉日耐、李振、高启云、李子超、刘秉琳、张富贵、姚士昌、武开章、宋一民、杨波、刘鹏、朱本正 | 1977年12月            |                                                   |
| 副主任 | 赵峰、张敬焘、朱奇民、高克亭                                                                             | 1978年11月、12月      |                                                   |
| 副主任 | 赵林、强晓初                                                                                             | 1979年1月             |                                                   |
| 副主任 | 王众音、徐雷健、徐建春、郑子久                                                                           | 1979年7月             |                                                   |